# Triplophysa farwelli
Triplophysa farwelli és una espècie de peix de la família dels balitòrids i de l'ordre dels cipriniformes que es troba a l'Iran i a l'Afganistan.